# Xysticus striatipes
Xysticus striatipes là một loài nhện trong họ Thomisidae.
Loài này thuộc chi Xysticus. Xysticus striatipes được Ludwig Carl Christian Koch miêu tả năm 1870.

## Hình ảnh

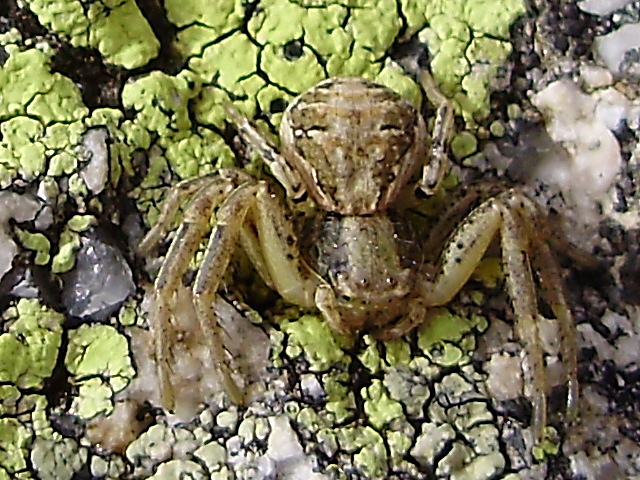